# 速客该者温
速客该·者温（蒙古语：Sükegei J̌e'ün），《元朝秘史》等汉文史料中记作速客該·者温，《圣武亲征录》作雪也垓，《新元史》作速客孩。出自尼伦蒙古速客虔氏（《圣武亲征录》作雪干），13世纪初蒙古帝国的开国功臣。
据《元朝秘史》记载，速客该的五世祖名为斡黑答，是敦必乃的奴隶（孛斡勒），其家族谱系为：斡黑答→速别该→阔阔出·乞儿撒安→晃答豁兒（速客该之父）。斡黑答、速别该虽被称为奴隶，但从阔阔出·乞儿撒安一代起不再有此称呼，推测其家族可能已脱离奴隶身份。速客该与其父晃答豁兒在铁木真与札木合决裂时前来归附。
速客该与阿兒孩合撒兒、察兀儿罕、塔孩等人被任命为急递使者（伊尔赤），铁木真以“远箭、近箭”为喻，期许他们履行使臣之职。不久后，速客该与塔孩被派往克烈部王汗脱斡邻勒处，通报铁木真称汗之事。
克烈部背盟发动合兰真沙陀之战时，蒙古军败退至班朱尼湖。速客该与阿兒孩合撒兒奉铁木真之命出使，谴责王汗、札木合的背叛行径，申诉己方正当性。此时速客该之弟雪格额台·脱斡邻勒正效力于克烈部，速客该还转达了铁木真对其“先祖世代效忠蒙古部却归附克烈”的斥责。因妻儿被克烈部扣留，速客该未能随阿兒孩合撒兒返回，此后事迹无载。
清末史学家屠寄推测，元代中期权臣铁木迭儿的曾祖父唆海与速客该音近，可能为同一人。若此说成立，铁木迭儿的世系应为速客该→不怜吉歹→木儿火赤→铁木迭儿。